# 真·三國無雙8
《真·三國無雙8》是由光榮特庫摩公司製作與發行的《真·三國無雙系列》第8部本傳作品，也是系列作中首次采用开放世界设计的作品。
游戏在2018年2月8日的PlayStation 4平台率先推出，正體中文、簡體中文版與日文同步發售。Xbox One和Windows版本於2月13日全球发售；Xbox One版本与PS4版本同样具有正體中文、简體中文内容，但Windows版本透過Steam網路商店首先推出英文版（含日、英語語音），至於中文介面及中文語音版本，則在2018年4月12日發行。
《真·三国无双8》首次采用开放世界设计的作品，在发售后业界的评价比較普通，大家都認為本作开放世界化比不上其他作品。慢慢地在後續的更新已經將本遊戲改善許多。
在2020年9月27日宣布，《真·三国无双8 帝王傳》推出，預計2021年12月23日發行，登入平台有PlayStation 5、PlayStation 4、Nintendo Switch、Xbox Series X、Microsoft Windows版本（Windows平台于Steam发售），94位武將確定登場，不會另外新增新武將，並且在正篇推出的dlc武器，在帝王都會轉正。

## 劇本章節
- 第一章 184年 黃巾平定
- 第二章 190年 洛陽爭亂
- 第三章 194年 群雄割據之始
- 第四章 197年 中原制霸者
- 第五章 200年 臥龍出山
- 第六章 208年 赤壁大戰
- 第七章 208年 三國鼎立
- 第八章 215年 三國鳴動
- 第九章 219年 荊州激鬥
- 第十章 222年 霸道與王道之路
- 第十一章 227年 嶄新的時代
- 第十二章 238年 曹魏政變
- 第十三章 255年 亂世的終結

## 遊戲登場角色
目前登場角色總計94位武將（上一代已有83位 + 本作新增11位），其中可供玩家免費使用武將為90位，其它4位轉正角色袁術、夏侯姬、董白、華雄作為特殊 NPC，玩家可以額外購買DLC來解鎖、即可操控特殊NPC（已經開放可購買）購買後，不會歸類在該勢力，會新增一個DLC勢力，在那邊才能看到該武將。新角色周倉已在《無雙☆群星大會串》作品率先亮相。

### 這代人物新增
- 魏：曹休、滿寵、荀攸
- 蜀：周倉
- 吳：程普、徐盛
- 晉：辛憲英
- DLC：袁術（群）、夏侯姬（蜀）、董白（群）、華雄（群）（此四位武將為NPC人物。購買「季票」或是「追加劇本包」（已開放購買）後將可操作人物。但並不會歸類到該勢力，而是另外特別開創一個DLC的勢力。）

| 勢力      | 武将         | 配音（中文日語） | 配音（日文华语） | 擅長武器                             | 附注 |
| --------- | ------------ | ---------------- | ---------------- | ------------------------------------ | --- |
| 魏        | 夏侯惇       | 中井和哉         | 劉琮             | 朴刀                                 | |
| 魏        | 典韋         | 中井和哉         | 張占坤           | 手斧                                 | |
| 魏        | 張遼         | 田中大文         | 孫金梁           | 雙鉞                                 | |
| 魏        | 曹操         | 岸野幸正         | 張震             | 將劍                                 | |
| 魏        | 許褚         | 吉水孝宏         | 昱霖             | 碎棒                                 | |
| 魏        | 夏侯淵       | 德山靖彥         | 孫金梁           | 雙鞭 鞭箭弓（dlc、8E）               | 遠距離攻擊與空中無雙則使用弓 |
| 魏        | 徐晃         | 山本圭一郎       | 青林昊           | 大斧                                 | |
| 魏        | 張郃         | 幸野善之         | 藤新             | 飛鏢 鉤爪（dlc、8E）                 | |
| 魏        | 曹仁         | 江川央生         | 笑談             | 鎖分銅                               | |
| 魏        | 曹丕         | 神奈延年         | 陳喆             | 雙劍（雙刃劍）                       | 季票3中會有個人有特殊的if劇情 |
| 魏        | 甄姬         | 住友優子         | 楊潔             | 多節鞭 鐵笛（dlc、8E）               | |
| 魏        | 蔡文姬       | 吉川未來         | 付潔             | 多節鞭                               | |
| 魏        | 賈詡         | 石川英郎         | 周浩             | 鎖鐮                                 | |
| 魏        | 龐德         | 森田成一         | 張舸             | 狼牙棒                               | |
| 魏        | 王異         | 桑島法子         | 沈倩             | 圈 峨嵋刺（dlc、8E）                 | |
| 魏        | 郭嘉         | 神原大地         | 魏一凡           | 棍                                   | 因原CV三宅淳一因生病而退出，在這代之後都改由神原大地擔任 季票2:中個人篇有特殊的if劇情                                                |
| 魏        | 樂進         | 伊藤健太郎       | 胡霖             | 雙鞭 雙鉤（dlc、8E）                 | |
| 魏        | 李典         | 鳥海浩輔         | 張赫             | 偃月刀 月牙鏟（dlc、8E）             | |
| 魏        | 于禁         | 宮内敦士         | 青林昊           | 三尖刀                               | |
| 魏        | 荀彧         | 大原崇           | 昱霖             | 飛鏢                                 | |
| 魏        | 曹休         | 佐藤拓也         | 王晨光           | 扇刃                                 | 本作新加角色 |
| 魏        | 滿寵         | 青木崇           | 郝祥海           | 射刃槍                               | 本作新加角色 |
| 魏        | 荀攸         | 濱田賢二         | 瞳音             | 鋼鞭劍                               | 本作新加角色 |
| 吳        | 周瑜         | 吉水孝宏         | 藤新             | 棍                                   | 季票2會有個人篇的if劇情 |
| 吳        | 陸遜         | 野島健兒         | 王勇剛           | 雙劍（飛燕劍）                       | |
| 吳        | 孫尚香       | 宇和川惠美       | 幽舞越山         | 圈                                   | 遠距離攻擊與空中無雙則使用弓 |
| 吳        | 甘寧         | 三浦祥朗         | 皇貞季           | 鎖鎌                                 | |
| 吳        | 孫堅         | 德山靖彥         | 王語             | 九環刀 火塵雙刀（dlc、8E）           | |
| 吳        | 太史慈       | 掛川裕彥         | 黃彬             | 雙鞭                                 | |
| 吳        | 呂蒙         | 堀之紀           | 郭浩然           | 戟                                   | |
| 吳        | 黃蓋         | 稻田徹           | 圖特哈蒙         | 碎棒                                 | |
| 吳        | 周泰         | 石川英郎         | 大象             | 刀（弧刀外觀） 弧刀（dlc、8E）       | |
| 吳        | 凌統         | 松野太紀         | 王晨光           | 雙節棍                               | |
| 吳        | 孫策         | 河內孝博         | 音匣老鬼         | 大鍘刀                               | |
| 吳        | 孫權         | 菅沼久義         | 孫大海           | 將劍（炎刃劍）                       | |
| 吳        | 小喬         | 嶋方淳子         | 閻么么           | 雙扇                                 | |
| 吳        | 大喬         | 嶋方淳子         | 大方             | 雙扇                                 | |
| 吳        | 丁奉         | 中尾良平         | 笑談             | 鬼神手甲                             | |
| 吳        | 練師（步氏） | 神田朱未         | 黎曉濛           | 鴛鴦鉞                               | |
| 吳        | 魯肅         | 楠大典           | 高旭東           | 九齒耙                               | 季票3會有個人的if劇情 |
| 吳        | 韓當         | 田中秀幸         | 欒立勝           | 短戟                                 | |
| 吳        | 朱然         | 柿原徹也         | 曹旭鵬           | 棍 三節棍（dlc、8E）                 | 遠距離攻擊與空中無雙則使用火焰弓 |
| 吳        | 程普         | 谷昌樹           | 劉琮             | 雙矛                                 | 本作新增角色 |
| 吳        | 徐盛         | 新垣樽助         | 文昊宇           | 雙流星                               | 本作新增角色 |
| 蜀        | 趙雲         | 小野坂昌也       | 劉康             | 龍槍（槍）                           | |
| 蜀        | 關羽         | 增谷康紀         | 張鼎             | 偃月刀                               | |
| 蜀        | 張飛         | 掛川裕彥         | 傅晨陽           | 槍（蛇矛外觀） 蛇矛（dlc、8E）       | 跟趙雲的武器和動作同模 |
| 蜀        | 諸葛亮       | 小野坂昌也       | 郝祥海           | 羽扇                                 | |
| 蜀        | 劉備         | 遠藤守哉         | 苗壯             | 雙劍                                 | |
| 蜀        | 馬超         | 服卷浩司         | 馬語非           | 槍                                   | 跟趙雲的武器和動作同模 |
| 蜀        | 黃忠         | 川津泰彥         | 鄭煉             | 朴刀 投牙弓（dlc）                   | 遠距離攻擊與地面無雙和空中無雙則使用弓                                                                                               |
| 蜀        | 魏延         | 增谷康紀         | 寶木中陽         | 長柄雙刀                             | |
| 蜀        | 關平         | 中尾良平         | 姜波             | 大劍                                 | |
| 蜀        | 龐統         | 河內孝博         | 哈瑞             | 翳扇                                 | |
| 蜀        | 月英（黃氏） | 笠原留美         | 張碧玉           | 戟                                   | |
| 蜀        | 姜維         | 菅沼久義         | 季摮杰           | 兩刃槍                               | |
| 蜀        | 劉禪         | 松野太紀         | 李響             | 細劍                                 | |
| 蜀        | 星彩（張氏） | 野田順子         | TK               | 盾牌劍                               | |
| 蜀        | 馬岱         | 龍谷修武         | 傅晨陽           | 雙鉞                                 | |
| 蜀        | 關索         | 三浦祥朗         | 張博恒           | 雙節棍                               | |
| 蜀        | 鮑三娘       | 野中藍           | 茵子             | 鴛鴦鉞                               | |
| 蜀        | 徐庶         | 私市淳           | 郭浩然           | 將劍 擊劍（dlc、8E）                 | 季票2會有特殊的if劇情 |
| 蜀        | 關興         | 島崎信長         | 王勇剛           | 扇刃                                 | |
| 蜀        | 張苞         | 阪口大助         | 胡霖             | 雙流星                               | |
| 蜀        | 關銀屏       | 三上枝織         | 山新             | 狼牙棒 昊轉錘（dlc、8E）             | |
| 蜀        | 法正         | 桥诘知久         | 張占坤           | 鋼鞭劍                               | 季票3會有個人篇的if劇情 |
| 蜀        | 周倉         | 澤城千春         | 小狼             | 大鍘刀                               | 本作新增角色 |
| 晉        | 司馬懿       | 置鯰龍太郎       | 李進             | 羽扇                                 | 因原 CV 瀧下毅去世，改由置鯰龍太郎擔任。                                                                                             |
| 晉        | 司馬師       | 置鯰龍太郎       | 劉康             | 細劍（迅雷劍外觀） 迅雷劍（dlc、8E） | |
| 晉        | 司馬昭       | 岸尾大辅         | 黃彬             | 刀（烈擊刀外觀）                     | |
| 晉        | 鄧艾         | 小原雅人         | 高旭東           | 大斧                                 | |
| 晉        | 王元姬       | 伊藤加奈惠       | 朱禕             | 飛鏢                                 | |
| 晉        | 鍾會         | 會一太郎         | 皇貞季           | 扇刃                                 | 季票3會有個人篇的if劇情 |
| 晉        | 諸葛誕       | 桐本琢也         | 蘇俁             | 羽扇                                 | |
| 晉        | 夏侯霸       | 赤羽根健治       | 李靖             | 大劍                                 | |
| 晉        | 郭淮         | 蒲田哲           | 大象             | 射刃槍                               | |
| 晉        | 賈充         | 高橋廣樹         | 張博恒           | 射刃槍                               | |
| 晉        | 文鴦         | 小野友樹         | 李進             | 大鍘刀                               | |
| 晉        | 張春華       | 淺野真澄         | 小連殺           | 鋼鞭劍                               | |
| 晉        | 辛憲英       | 下地紫野         | 月夜橋           | 大鉞                                 | 本作新增角色 |
| 他 （群） | 貂蟬         | 小松里歌         | C小調            | 多節鞭                               | |
| 他 （群） | 呂布         | 稻田徹           | 圖特哈蒙         | 方天戟                               | |
| 他 （群） | 董卓         | 堀之紀           | 張遙函           | 鎖分銅                               | |
| 他 （群） | 袁紹         | 龍谷修武         | 李璐             | 伸細劍                               | |
| 他 （群） | 張角         | 川津泰彥         | 蘇俁             | 錫杖                                 | |
| 他 （群） | 孟獲         | 幸野善之         | 苗壯             | 鬼神手甲                             | |
| 他 （群） | 祝融         | 米本千珠         | 馬程             | 飛刀                                 | |
| 他 （群） | 左慈         | 佐藤正治         | 王敏納           | 錫杖                                 | |
| 他 （群） | 陳宮         | 宮崎寬務         | 張赫             | 鎖鐮                                 | 個人篇中有特殊的if劇情 |
| 他 （群） | 呂玲綺       | 牛田裕子         | 范馨源           | 盾牌劍 十字戟（dlc、8E）             | |
| DLC       | 袁術         | 平井启二         | 王語             | 細劍                                 | 本作新增角色，是群勢力，此武將為NPC人物。購買「季票」或是「追加劇本包」後將可操作人物。但不會歸類在群勢力，而是歸類在新加的DLC勢力。 |
| DLC       | 夏侯姬       | 御沓優子         | 沈念如           | 盾牌劍                               | 本作新增角色，是蜀勢力，此武將為NPC人物。購買「季票」或是「追加劇本包」後將可操作人物，但不會歸類在蜀勢力，而是歸類在新加的DLC勢力   |
| DLC       | 董白         | 大關英里         | 沈念如           | 鎖分銅                               | 本作新增角色，是群勢力，此武將為NPC人物。購買「季票」或是「追加劇本包」後將可操作人物。但不會歸類在群勢力，而是歸類在新加的DLC勢力。 |
| DLC       | 華雄         | 太田健介         | 哈瑞             | 碎棒                                 | 本作新增角色，是群勢力，此武將為NPC人物。購買「季票」或是「追加劇本包」後將可操作人物。但不會歸類在群勢力，而是歸類在新加的DLC勢力。 |

## DLC

### 季票一（要付費）

#### 新增内容
以下是付費資料片，時間以2018年4月到2018年6月付費DLC發放。(已全部發放完)
- 秘密基地自訂包（2018/4/17開放）。
- 追加武器包（2018/5/27）：鉤爪、擊劍、峨嵋刺，分別為張郃、徐庶與王異。
- 追加劇本包（2018/6/28）：新增「袁術」、「夏侯姬」、「董白」、「華雄」可操縱化與劇本・遊戲事件・動作。
- 季票特典：寶玉４個、素材12種。

### 特製服裝組合 （要付費）
- 於2018年7月19日推出的特製組合服裝，有一開始的各女角的肚兜裝與趙雲的特別服裝和辛憲英特別的特製服裝

- 趙雲「京劇風服裝」、孫尚香「肚兜風服裝」、貂蟬「肚兜風服裝」、王元姬「肚兜風服裝」、王異「肚兜風服裝」、關銀屏「肚兜風服裝」、呂玲綺「肚兜風服裝」、辛憲英「特製服裝」和「肚兜風服裝」。

### 季票二（要付費）

#### 新增内容
- 以下是付費資料片，時間為2018年11月～2019年2月付費DLC。(已全發發放完)
- 追加特製服裝：吳國（2018/11/8）：孫尚香「女高中生風服裝」、大喬「女高中生風服裝」、練師「警察風服裝」、小喬「女高中生風服裝」。蜀國（2018/11/22）：星彩「女高中生風服裝」、鮑三娘 「拉拉隊風服裝」、關銀屏 「女高中生風服裝」、夏侯姫 「新婚妻子風服裝」。魏晉（2018/12/20）：甄姫 「空服員風服裝」、蔡文姫 「女僕風服裝」、王異 「侍酒師風服裝」、辛憲英 「禮賓司風服裝」。 晉他（2019/1/17）：王元姫 「護士風服裝」、貂蟬 「新娘風服裝」、呂玲綺 「女高中生風服裝」、董白 「歌德蘿莉制服風服裝」。

- 追加武器包：「火塵雙刀」、「蛇矛」、「弧刀」（2018/12/13），分別為孫堅、張飛和周泰，「月牙鏟」、「迅雷劍」、「雙鉤」（2019/01/10），分別為李典、司馬師與樂進。

- 追加劇本 ＆ 劇本專用服裝：周瑜「追加IF劇本組合」、郭嘉「追加IF劇本組合」、徐庶「追加IF劇本組合」、陳宮「追加IF劇本組合」（2019/01/31）。

- 季票2限定特典：炎王珠×3、金布貨×20、無雙之書×100、氷王珠×3、金刀貨×20、貴重的寶石×40、雷王珠×3、金蟻鼻貨×20、爆炸箭矢×50、風王珠×3、金環貨×20。

### 季票三（要付費）

#### 新增内容
- 以下資料以2019年2月～4月付費DLC發放。(已全部發放完)

- 追加特製服裝：陸遜「騎士風服裝」、星彩「騎士風服裝」、荀彧「騎士風服裝」、關銀屏「騎士風服裝」（2019/02/21）。王元姫「騎士風服裝」、貂蟬「騎士風服裝」、樂進「騎士風服裝」、李典「騎士風服裝」（2019/03/20）。孫尚香「騎士風服裝」、練師「騎士風服裝」、馬岱「騎士風服裝」、賈充「騎士風服裝」（2019/04/04）。辛憲英「騎士風服裝」、王異「騎士風服裝」、甘寧「武者風特製服裝」、凌統「武者風特製服裝」（2019/04/11）。

- 追加武器包：「三節棍」、「投牙弓」、「十字戟」（2019/03/07），分別為朱然、黃忠與呂玲琦。「鐵笛」、「昊轉錘」、「鞭箭弓」（2019/4/18），分別為甄姬、關銀屏與夏侯淵。

- 追加劇本 ＆ 劇本專用服裝（2019/4/25）：法正「追加IF劇本組合」、曹丕「追加IF劇本組合」、魯肅「追加IF劇本組合」、鍾會「追加IF劇本組合」。

- 季票３限定特典：相剋護符碎片×2、破損的風袋碎片×2、白虎牙碎片×2、灰狼牙碎片×2、真空甲碎片×2、豪破碎片×2、貴重的寶石×20、金布貨×20、金刀貨×20、金蟻鼻貨×20、金環貨×20、真・白虎牙×1、真・灰狼牙×1、真・猛熊套×1、真・白鹿符×1。

### 鈴鹿8耐合作企劃（要付費）
- 日本國內最高級摩托車賽「鈴鹿8耐」的合作企劃與8位武將的専用服裝於6/27發布

- 曹丕「賽車手風服裝」、甄姫「賽車皇后風服裝」、陸遜「賽車手風服裝」、孫尚香「賽車皇后風服裝」、趙雲「賽車手風服裝」、關銀屏「賽車皇后風服裝」、鍾會「賽車手風服裝」、王元姫「賽車皇后風服裝」

## 遊戲开发
據2016年5月法米通其中一个采访內容所示，開發部門欧米茄力量（ω-Force）品牌管理人小笠原贤一曾以“从《真·三国无双6》到《真·三国无双7》的进化還不够，希望光榮特庫摩再發表新作時會帶來意想不到的衝擊”評價無雙系列遊戲。

## 主題曲
主題曲〈King Of The Street〉，是日本音樂組合B'z為遊戲所創作演唱的單曲。

## 评价
| 汇总媒体     | 得分                                     |
| ------------ | ---------------------------------------- |
| GameRankings | 66.05%（PS4） 64.17%（WIN）              |
| Metacritic   | 67/100（PS4） 63/100（X1） 69/100（WIN） |

| 媒体           | 得分   |
| -------------- | ------ |
| GameSpot       | 7/10   |
| IGN            | 5.8/10 |
| VideoGamer.com | 6/10   |
| 游戏时光       | 7/10   |
| Fami通         | 35/40  |

《真·三國無雙8》在发售后获得了一般的业界评价，本作的PlayStation 4版本在游戏评分综合网站Metacritic基于36份评价得到67分。美国著名游戏网站IGN仅给本作5.8（满分10分）的评价。知名遊戲評測DigitalFoundry給出「Xbox One X和PS4 Pro上見過幀數最低的遊戲」評語。在Steam平台上，《真·三國無雙8》也收到了“多半差评”，除游戏流畅度问题外，还集中在语言问题方面（见下文）。

## 爭議

### PlayStation平臺
遊戲於2018年2月8日發售日各地即出現不少災情，多為PlayStation 4初代機及Slim機型出現破圖等情形，PlayStation 4 Pro機種玩家多為反應畫面幀率不足。
製作人鈴木亮浩於發售日隔天在Twitter表示，「為了讓遊戲玩起來更暢快，目前已經著手準備『畫面更新率更穩定的模式』」。於2月14日在PlayStation 4平臺釋出1.03版更新，主要為提升FPS幀率、修正錯誤，並提供PlayStation 4 初代機及Slim機種可選擇優先穩定幀率的「圖像設定」，部分玩家反應更新後沒有得到顯著的改善。

### Steam平臺
遊戲於2018年2月13日發售日，提供英文、法文、義大利文、德文、西班牙文、葡萄牙文及韓文等介面，以及日、英語語音可供選擇。日本及華人地區玩家亦可購買並下載，部分玩家利用修改注册表或額外下載非官方補丁来強制解鎖未被允許的普通話語音及中、日文介面。光榮特庫摩於2月15日釋出的更新档（1.01版）透过修复注册表Bug的方式，禁止玩家解锁普通话语音及中、日文界面，進而引發爭議，讓不少已購買的玩家不滿，評價也出現罕見的「壓倒性負評」。
針對此事件，光榮特庫摩於2月21日在中文官方Facebook粉絲專頁及新浪微博作出回應，「計劃在將來免費追加繁簡中文、日語系統以及中文語音」。游戏在2018年4月12日釋出1.05版更新，正式加入繁簡中文、日語介面與字幕以及中文語音。